# The Comet Is Coming
The Comet Is Coming war eine britische experimentelle Band, die Elemente von Jazz, Funk, elektronischer und psychedelischer Musik verbindet.

## Geschichte
The Comet Is Coming wurde 2013 in London von Shabaka Hutchings (King Shabaka), Maxwell Hallett (Betamax) und Dan Leavers (Danalogue) gegründet; die Musiker treten in der Band unter ihren Pseudonymen King Shabaka, Betamax und Danalogue auf. Die Band debütierte mit der EP Prophecy, die 2015 bei Leaf erschien. 2016 folgte dann das Album Channel the Spirits, das für den Mercury Prize nominiert wurde. Zwei Jahre später wurde die Band von dem renommierten Jazz-Label Impulse! Records unter Vertrag genommen, wo bis 2022 drei weitere Alben erschienen, die (teilweise) ein geteiltes Echo hervorriefen.

## Bedeutung
The Comet Is Coming beschreiben ihre Musik als apocalyptic space funk. Sie ist eine Mischung aus Elementen des Jazz, Funk, elektronischer und psychedelischer Musik sowie des Hip-Hop. Eine wichtige Einflussgröße ist die Musik von Sun Ra; die Band wird auch als afrofuturistisch gekennzeichnet.
Peter Kemper zufolge stellte die Band das „vielleicht reflektierteste und radikalste Erbe von Sun Ras afrofuturischem Denken“ dar und stelle ein Programm vor, das sich zwischen utopischen und distopischen Ansätzen bewege. „Die untergründige Botschaft des Bandnamens lautet: Nach einem verherrenden Kometeneinschag wird sich die Lebenswirklichkeit auf der Erde radikal ändern.“ Der Komet markiere aber nicht das Ende, sondern vielmehr „einen Neuanfang im Sinne einer kreativen Zerstörung“. Dazu passten Titel wie „Because the End Is Really the Beginning“ oder „The Universe Wakes Up“ (beide auf dem Album Trust in the Lifeforce of the Deep Mystery).

## Diskografie
- 2015: Prophecy (EP; Leaf)
- 2016: Channel the Spirits (Leaf)
- 2017: Death to the Planet (EP; Leaf)
- 2019: The Afterlife (Impulse!)
- 2019: Trust in the Lifeforce of the Deep Mystery (Impulse!)
- 2020: Imminent (EP; Impulse!)
- 2022: Hyper-Dimensional Expansion Beam (Impulse!)[2]